# Список объектов, названных в честь Архимеда
Имя греческого математика, Архимеда, носят многочисленные объекты.

## Математические и физические термины
- Аксиома Архимеда утверждает, что если даны два отрезка, то отложив достаточное количество раз меньший из них, можно покрыть больший. Эта аксиома впервые сформулирована Евдоксом Книдским. Называется аксиомой Архимеда, потому что Архимед использовал её много раз при применении метода исчерпывания. При этом сам Архимед во введении к своей работе «Квадратура параболы» подчеркивает, что эта аксиома употреблялась его предшественниками, и играла существенную роль в работах Евдокса.
- Архимедов винт — механизм для передачи воды из низколежащих водоёмов в оросительные каналы. Одно из нескольких изобретений и открытий, традиционно приписываемых Архимеду.
- Архимедов граф — граф, который образует скелет одного из архимедовых тел.
- Архимедова группа — группа, для которой выполняется аксиома Архимеда.
- Архимедова копула — частный случай копулы.
- Архимедова окружность[англ.], архимедовы окружности-близнецы[англ.], архимедовы окружности-четверняшки[англ.] — окружности вписанные в специальную фигуру арбелос, рассмотренные в сочинении «Леммы», которое приписывалось Архимеду, но реальное авторство остается под вопросом.
- Архимедова спираль — спираль, у которой расстояние между соседними витками одинаково. Свойства этой спирали описаны Архимедом в его сочинении «О спиралях[англ.]».
- Архимедово тело — выпуклый многогранник, имеющий в качестве граней два или более типов правильных многоугольников, примыкающих к идентичным вершинам. Архимед перечислил 13 таких многогранников в не дошедшем до нас сочинении.
- Архимедовы мозаики — мозаики из многоугольников, примыкающих к идентичным вершинам.
- Закон Архимеда — законов определяющий выталкивающую силу (архимедова сила) действующую на тело, погружённое в жидкость или газ. Закон открыт Архимедом в III веке до н. э.
- Задача Архимеда о быках — задача, приводимая к уравнению Пелля.
- Коготь Архимеда — вид оружия, изобретенное Архимедом для защиты городских стен Сиракуз от римских захватчиков.
- Лемма Архимеда — лемма об окружности вписанной в сегмент другой окружности.
- Неархимедова геометрия — геометрия, в которой не выполняется аксиома Архимеда.
- Постоянная Архимеда — число {\displaystyle \pi }. Архимед, рассматривая правильный 96-угольник, нашел приближение {\displaystyle \pi \approx {\frac {22}{7}}}.
- Число Архимеда — в гидродинамике величина, характеризующая соотношение между архимедовой силой, обусловленной различием плотностей в отдельных областях рассматриваемой системы, и вязкими силами в основном потоке.

## Астрономические объекты
- Архимед — лунный кратер.
- Архимед — лунные горы, в северной части которых расположен кратер Архимеда.
- Астероид 3600 Архимед, открыт 26 сентября 1978 года Л. В. Журавлёвой в Крымской астрофизической обсерватории, название присвоено 4 июня 1993 года[2][3].

## Прочее
- Architonnerre[англ.] (или Architronito) — паровая пушка, описание которой встречается в бумагах Леонардо да Винчи, который приписывал её изобретение Архимеду[4][5].
- «Архимед» — первый винтовой пароход, построен в 1838 году по заказу Британского Адмиралтейства.
- «Архимед» — первый русский винтовой фрегат, построен в 1848 году.
- «Архимед» — батискаф ВМС Франции.
- «Архимед» — название шестого студийного альбома группы «Курара».
- День Архимеда — день физика, профессиональный праздник, который зародился в 1960 г. на физическом факультете МГУ.
- Зеркала Архимеда
- Музей Архимеда[итал.] — музей математики во Флоренции.
- Сеть Архимеда — механизм, который способен преобразовывать возвратно-поступательное движение в эллипсоидное.
- Acorn Archimedes — серия компьютеров общего назначения производства компании Acorn Computers.